# Вифлеємський орден
Вифлеємський орден (італ. Betlemitani o Ordine militare, скорочено італ. Betlemitani) або Орден з червоною зіркою на синьому (італ. Ordine crociferi con stella rossa in campo blu) — католицький військово-чернечий орден, що існував у XI–XV стт.

## Історія
Вифлеємський лицарський орден був заснований у Палестині, під час Першого хрестового походу 1096—1099 років. На початку XIII століття, частина лицарів Вифлеємського ордена залишила Святу землю і повернулась до Європи, переселившись у Австрію, Богемію, Моравію, Польщу й Сілезію. Згодом вони були названі Хрестовим орденом, духовно-лицарським орденом, чиї лицарі-хрестоносці присвятили себе служінню в лікарнях і шпиталях.
Вифлеємський орден проіснував під юрисдикцією єпископа до XV століття.